# Отовці
Отовці (словен. Otovci) — поселення в общині Пуцонці, Помурський регіон, Словенія. Висота над рівнем моря: 315,7 м.